# 城市承载力
城市承载力（英語：urban carrying capacity），是指一个城市是指在可以预见到的期间内，利用本地能源及其自然资源和智力、技术等条件，在保证符合其社会文化准则的物质生活水平条件下该国家或地区能持续供养的人口数量。承载力是一个与资源察赋、技术手段、社会选择和价值观念等密切相关的、具有相对极限内涵的伦理特征概念，它本质上是灵活、动态的和多元化衡量评价系统。

## 背景
承载力是一个源于古希腊的概念，从最初生态学的领域逐渐发展并延伸到城市规划、城市地理学以及区域经济学等领域。20世纪80年代初，联合国教科文组织和联合国粮农组织共同提出了“资源承载力”的概念，即“一个国家或地区的资源承载力是指在可以预见到的期间内，利用本地能源及其自然资源和智力、技术等条件，在保证符合其社会文化准则的物质生活水平条件下该国家或地区能持续供养的人口数量。”此后，可持续发展的理念逐步引人到承载力的概念中。

## 承载力的细分
城市承载力主要包括“要素系统承载力”和“城市综合承载力”两个方面。

### 要素承载力
要素承载力具有“阈值”的含义，即如果超越该阈值将导致环境严重甚至不可逆转的破坏，进而影响城市的可持续发展，表现出城市发展中的要素短板。五项主要的要素是指与城市经济活动密切相关的土地承载力、水资源承载力、交通承载力和环境承载力等。

### 综合承载力
城市综合承载力是指城市在不产生任何破坏时所能承受的最大负荷，即城市的资源享赋、生态环境和基础设施对城市人口和经济社会活动的承载能力、城市综合承载力是一个具有“能力”内涵的概念。

## 具体研究
中国大陆地区的城市承载力的一般规律是，南方城市优于北方城市；沿海城市优于内陆城市；规模适中的城市城市承载力越高，城市规模与城市承载力呈现倒U型曲线。按照综合承载力由高到低具体的排序为珠三角城市群、成渝城市群、长三角城市群、京津冀城市群和中原城市群。京津冀城镇群中，整体属于中等承载水平，天津、沧州等沿海城市是区域内承载力较高的城市，而北京、石家庄等内陆城市的承载力较低，主要受到严重缺水和交通压力过大的制约。长三角城市群中，受到环境承载力的严重制约，其中上海的承载力极低，属于低承载水平，受到环境污染引起的水质型缺水的威胁。成渝城镇群，总体承载水平较好，但受到土地和交通两方面的制约。